# Marzan
Marzan település Franciaországban, Morbihan megyében. Lakosainak száma 2611 fő (2022. január 1.). Marzan Péaule, Nivillac, La Roche-Bernard, Férel, Arzal, Muzillac, Noyal-Muzillac és Le Guerno községekkel határos.

## Népesség
A település népességének változása:
| Lakosok száma | 1548 | 1728 | 1736 | 1852 | 2204 | 2263 | 2308 | 2421 | 2468 | 2611 |
|               | 1968 | 1982 | 1990 | 2006 | 2013 | 2015 | 2017 | 2019 | 2020 | 2022 |